# Hyles sammuti
Hyles sammuti là một loài bướm đêm thuộc họ Sphingidae. Kitching & Cadiou (2000) xem nó là một loài có hiệu lực, còn Pittaway xem nó là một phụ loài của Hyles tithymali, do ấu trùng giống với Hyles tithymali mauretanica. Dựa trên nghiên của về Mitochondrial DNA, Hyles sammuti có lẽ đã lai với Hyles euphorbiae. Nó được tìm thấy ở Malta, but there are closely related populations found on Sicilia và miền nam Ý, which might prove to be the same species.
Sải cánh dài 63–75 mm. There are multiple generations per year with adults on wing from tháng 2 đến tháng 10.
Ấu trùng ăn Euphorbia spinosa, Euphorbia pinea và Euphorbia dendroides. Chúng qua đông dưới dạng nhộng.

## Hình ảnh

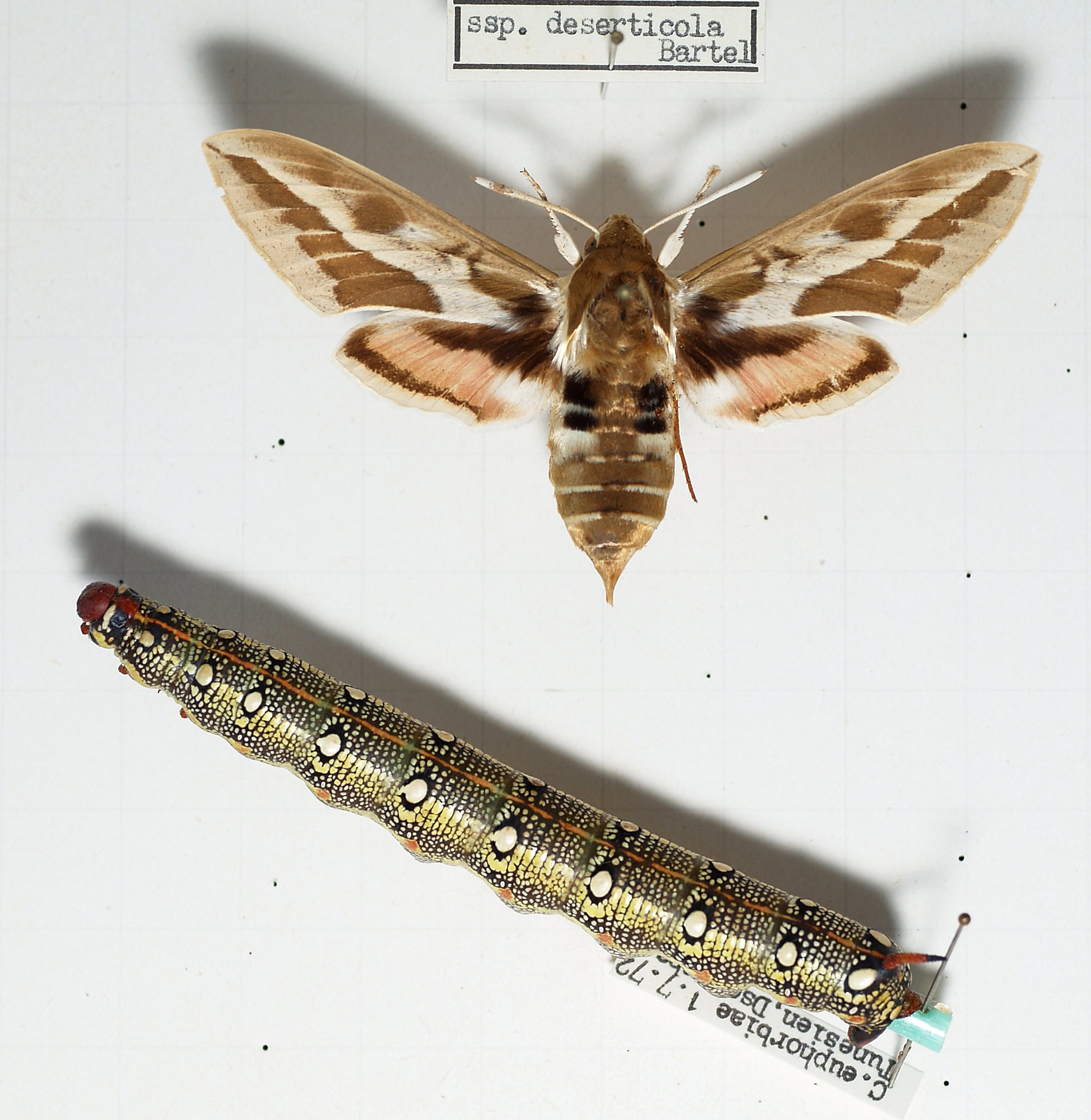
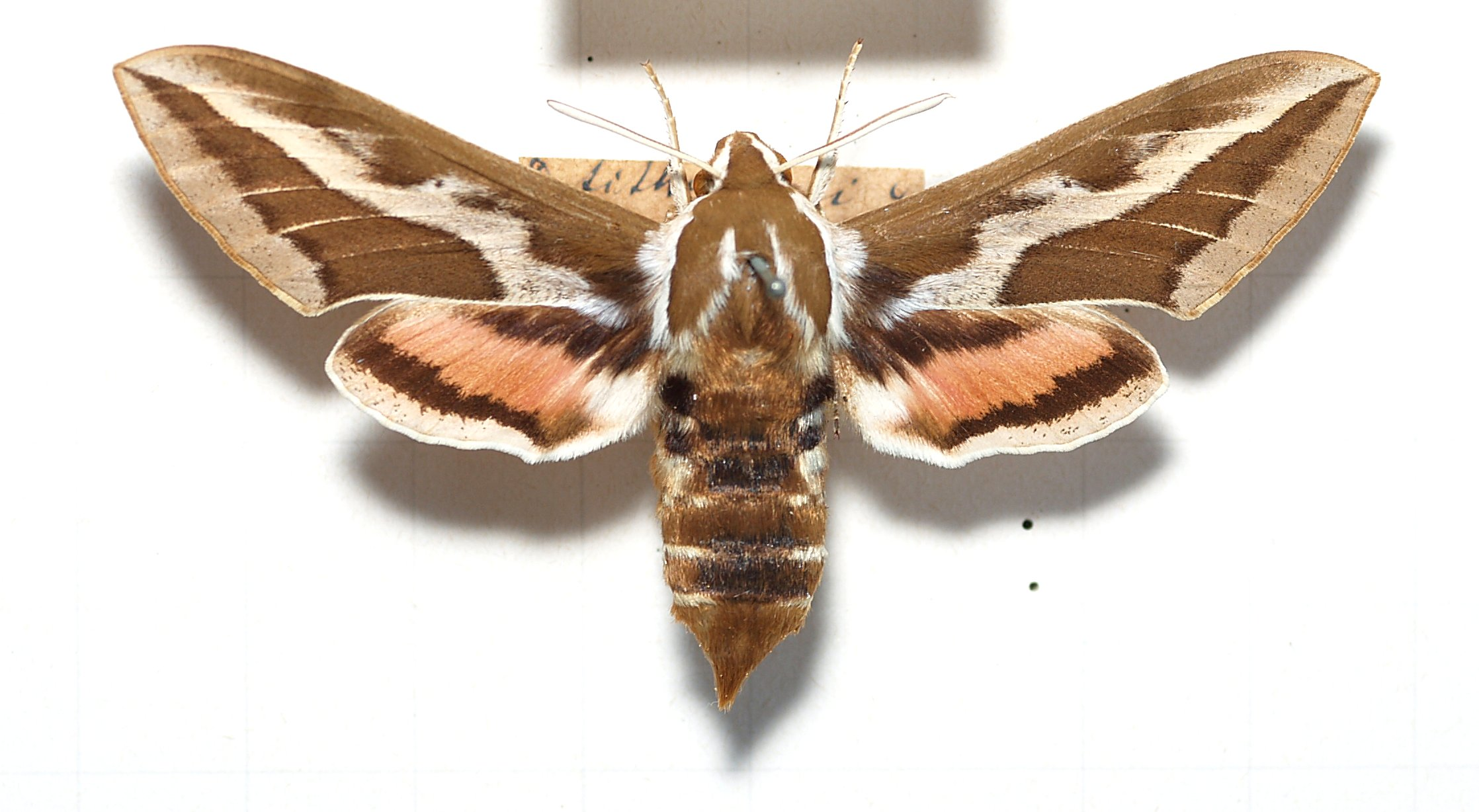
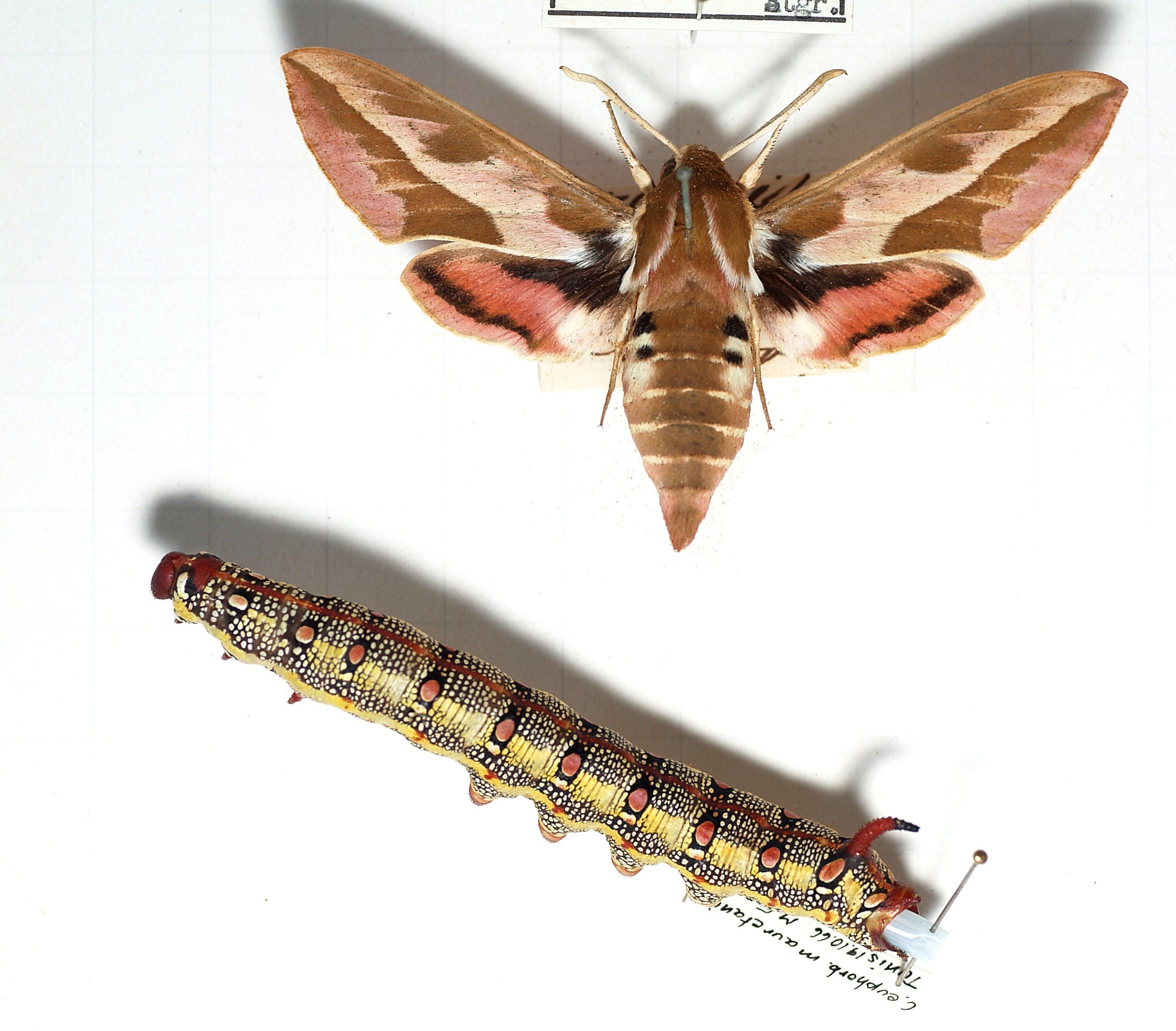